# Jean Vincent (résistant)
Pour les articles homonymes, voir Jean Vincent (homonymie) et Vincent.
 (novembre 2024).
Il peut être nécessaire de l'améliorer pour respecter le principe de neutralité de point de vue. Veuillez consulter la page de discussion pour plus de détails.

Jean Vincent, né le 25 septembre 1883 à Saint-Émilion (Gironde) et mort le 19 avril 1958 à Nice, est un général et résistant français.
Pendant la Seconde Guerre mondiale, il est, sous le pseudonyme de « colonel Vény », le fondateur, l'organisateur et le commandant des groupes Vény, actifs jusqu’à la libération dans plusieurs régions de la zone sud.

## Biographie

### Famille
Jean Charles Marie Alexandre Vincent naît le 25 septembre 1883 à Saint-Émilion (Gironde).
Il est le fils de Louis-Alexandre Vincent, Médecin en chef de la Marine, et de Mélicie Fourcaud-Laussac, fille aînée de Jean Fourcaud-Laussac propriétaire du château Cheval Blanc.
Il est le père du général Pierre Vincent (1914-2015) et du colonel Alain Vincent
(1920 - 1995)

### Premières années
Il est saint-cyrien de la promotion centenaire d'Austerlitz (1904-1906).

### Guerre de 1914-1918
Lieutenant au début du conflit, il est gazé et fait prisonnier à Langemark (Belgique) le 22 avril 1915. Prisonnier de guerre en Allemagne à Bischofwerda, puis à Wisa à la suite d'une tentative d'évasion.

### Guerre d'Espagne
En 1936, au début de la guerre civile, il part en Espagne se mettre au service du gouvernement républicain. Avec le grade de colonel, il participe à la défense de Madrid face aux troupes franquistes.

### Guerre de 1940
Il termine la guerre de 1939-1940 comme colonel, commandant le 108e régiment d'infanterie alpine.
Rendu à la vie civile à la date du 1er août 1940, il se retire à Nice .

### Résistance

#### D'août 1940 à novembre 1942
Le colonel Jean Vincent essaye de regrouper les anciens officiers, sous-officiers et combattants républicains disséminés au sein de la Légion, prétendue française, des combattants. Il échoue.
Avec un ancien camarade qu'il retrouve, le lieutenant-colonel Boiseaux, commandant la légion de gardes mobiles de Nice, il se met en rapport avec Monsieur Blanchard, chancelier du consulat des États-Unis à Nice. Ensemble ils essayent de grouper des résistants. Se joignent à eux le père Jenatton, capitaine de chasseurs alpins, qui a fait à ce moment-là un travail sur les terrains d'atterrissage et les plans d'eau utilisables par les avions anglais. Ils sont en liaison avec les chefs locaux de plusieurs mouvements (Combat, Libération-Sud et Franc-Tireur).
Au cours du premier semestre 1942, le lieutenant-colonel Boiseaux, relevé de son commandement par le gouvernement Pétain et mis à la retraite, se retire à Marseille. Là, il entre en relation avec le groupement Froment, organisé par ordre du général de Gaulle pour correspondre directement avec son état-major et lui fournir des renseignements que l'AS ne parvenait pas à obtenir. Froment aîné, alors à Londres, est représenté par son frère Froment jeune et par maître Boyer . Le groupement Froment vient de recevoir l'ordre de former des groupes paramilitaires et, sur proposition du lieutenant-colonel Boiseaux, le colonel Vény est chargé d'organiser et de commander ces groupes à Marseille.
Le colonel Vincent est mis en relation avec Eugène Thomas, député socialiste , chargé de la prospection avec l'aide des responsables locaux du parti socialiste SFIO reconstitué.
Le 8 novembre 1942, le colonel Vincent a, sous le nom de Vény, terminé l’organisation des départements des régions de Lyon (chef Sylvestre), Toulouse (chef commandant Delmas), Limoges (chef commandant d'aviation Ledos ). La région de Marseille est en cours d'organisation. Seuls, les départements des Bouches-du-Rhône et des Alpes-Maritimes possèdent des groupes complets et organisés, avec les formations suivantes : 
—  À la base, l'équipe : 1 chef et 3 hommes. Total = 4.
—  Puis, le groupe : 1 chef et 3 équipes. Total = 13.
—  Au-dessus, la section : 1 chef et 3 groupes. Total = 40.
—  Des unités supérieures à la section, compagnies, zones, groupements, étaient prévues, mais non encore formées. Les sections sont provisoirement groupées par localités, ou par quartiers dans les grandes villes.
—  Au-dessus, des chefs départementaux et régionaux sont en place.

#### De novembre 1942 à fin 1943
L'occupation de la zone libre par les Allemands n'empêche pas le travail entrepris de se continuer. Dans le courant de novembre, le groupement Froment reçoit du général de Gaulle l'ordre d'intégrer ses groupes paramilitaires dans l'Armée Secrète, en constitution dans la Zone sud, sous les ordres du général Vidal (Charles Delestraint). Le 7 décembre 1942, à Lyon, une réunion présidée par Régis, à laquelle assistent une personne parachutée de Londres, maître André Boyer, Thomas, Danvers (Gaston Defferre) et le colonel Vincent règle les détails de l'intégration des groupes Vény dans l'AS.
Le colonel Vincent est chargé de se mettre en rapport avec le général Vidal : il le rencontre le 17 janvier 1943. Malgré de nombreuses difficultés, la fusion est terminée au début de mars 1943, à la suite d'une entrevue entre le colonel Vincent et Frenay, remplaçant provisoirement le général Vidal, en présence de Forestier , chef d'état-major de l'AS, et du colonel Lanoyerie , adjoint du colonel Vincent . L'arrestation du général Vidal et de son état-major fait tomber l'AS en décrépitude. Avec l'aide de Boyer et de Danvers, le colonel Vincent reconstitue ses troupes qui, d'elles-mêmes, prennent le nom de groupes Vény. Cependant, à la suite de dénonciations, de nombreuses arrestations sont opérées.
En septembre 1943, Boyer et Defferre partent en avion à Londres et à Alger, où ils obtiennent que l'ensemble du groupement Froment  soit reconnu comme mouvement de Résistance sous le nom de « France au Combat » (FAC). En octobre 1943, Boyer, revenu de Londres, organise une réunion  à Lyon où il expose les résultats de son voyage, les difficultés rencontrées car aucun groupement politique n’avait été constitué : « nous nous étions bornés à obéir aux ordres du général de Gaulle et à servir en fournissant des renseignements (réseau Brutus) et en organisant des troupes (groupes Vény) ». Mais, la « France au Combat », officiellement reconnue, doit prendre sa place dans les MUR et publier un journal.
Courant novembre 1943, Jean Verlhac, le chef d’état major des groupes Vény, organise une rencontre décisive à Brive-la-Gaillarde (chez Maurice Arnouil, à l’usine « Gazo »), entre le colonel Vincent et Harry Peulevé, le chef d’un réseau britannique Buckmaster (réseau AUTHOR du SOE section F). Ils se mettent d’accord sur un protocole de collaboration militaire : d’un côté, le SOE mettra à la disposition des groupes Vény 3 réseaux (un pour Toulouse, un pour Marseille et un pour Limoges), qui les approvisionneront en armes ; de l’autre, les groupes Vény s’engagent à exécuter les missions qui leur seront fixées par les alliés.
Dans la deuxième quinzaine de décembre 1943, Petit, arrêté, dénonce le groupe de Lyon. Vingt-six personnes, dont Boyer, sont arrêtées. Le colonel Vény échappe de justesse à la Gestapo, mais sa fille, résistante et dont le logement servait de « boîte aux lettres », est arrêtée à sa place. Le colonel Vincent se replie dans le Lot, d’où il dirige les groupes Vény jusqu’à la libération.

#### 1944
Avant le débarquement de Normandie
Début janvier les premiers agents du SOE promis sont parachutés. Au cours du premier trimestre, les trois équipes, FOOTMAN, FIREMAN et GARDENER, seront à pied d’œuvre grâce à quatre parachutages, tous effectués dans le Lot, selon le tableau suivant :
| Parachutages                         | Agents SOE parachutés                                                                                    | Agents SOE parachutés                                                                   | Agents SOE parachutés                                         |
| ------------------------------------ | --- | --------------------------------------------------------------------------------------- | ------------------------------------------------------------- |
| Parachutages                         | Réseau FOOTMAN Mission : dans la région de Toulouse Action : basé dans le Lot                            | Réseau FIREMAN Mission : région de Limoges Action : basé à Limoges, puis dans la Creuse | Réseau GARDENER Mission et activités : Marseille              |
| Nuit du 7/8 janvier 1944 à Carennac  | (C) George Hiller « Maxime » (R) Cyril Watney « Eustache » (et Michel)                                   |                                                                                         |                                                               |
| Nuit du 6/7 mars 1944 près de Figeac | |                                                                                         | (C) Robert Boiteux « Firmin » (I) Benjamin Aptaker « Alaric » |
| Nuit du 7/8 mars 1944 à Loubressac   | (I) Richard Francis Pinder « Willy »                                                                     | (C) Percy Mayer « Barthélémy » (2d) Edmund Mayer « Maurice »                            | (R) Gaston Cohen « Horace »                                   |
| Nuit du 22/23 mars 1944              | | (R) Maureen Patricia O'Sullivan « Josette »                                             |                                                               |
|                                      | Légende : (C) = chef de réseau ; (2d) = Adjoint ; (R) = opérateur radio ; (I) = instructeur en armement. |                                                                                         |                                                               |

À partir du débarquement de Normandie
Durant l’été 1944, les groupes Vény, regroupés dans le cadre des FFI, participent aux combats de la Libération. Le tableau suivant donne quelques éléments de l’organisation en rapport avec le Lot :
| Niveau                          | Chef                | Principaux subordonnés |  |
| ------------------------------- | ------------------- | --- |  |
| National                        | Jean Vincent (Vény) | Jean Verlhac, chef d’état-major Étienne Verlhac, conseiller politique |  |
| Région de Toulouse              | Henri Collignon     | Netter, adjoint et 2e bureau Quilien, 1er bureau Paul Granet, 3e bureau Robert Escalier, renseignements Mouysset et Durand, intendants Marie Verlhac, service de santé                                                                             |  |
| Département du Lot              | Raymond Picard      | Georges Bru « Gilbert » Pierre Mangé, 1er bureau Marcel Fauran « Marcel », 2e bureau Michel Buzan « Brutus », 3e bureau Adolphe Cambon, commandant de Cie. Lucien Laurent, off. de liaison secteur nord J. Chaussade, off. de liaison secteur sud. |  |
| Secteur I. — Saint-Céré         | L. Lavaysse         | R. Dufour, E. Goursat |  |
| Secteur I bis. — Bretenoux      | J. Frégeac          | B. Chambaud, M. Issoulhé |  |
| Secteur II. — Cazals            | L. Brouel           | J. Brouel |  |
| Secteur III. — Souillac/Gourdon | G. Martin           | G. Grégory, M. Bauru, G. Bénech |  |
| Secteur IV. — Cahors            | Delmas              | E. Talou, L. Parazines |  |
| Secteur V. — Figeac             | E. Marcel           | R. Barbot, Satgé, R. Sol |  |
| Secteur V bis. — Cajarc         | M. Buzan            | |  |

### Après la guerre
Jean Vincent est nommé général de brigade le 1er octobre 1945 .
En 1946, il adhère au PCF et devient vice-président de l'AVER, l'association des anciens volontaires de l'Espagne républicaine. Il en sera écarté en 1953 lorsqu'il refuse d'approuver l'exclusion  d'André Marty, exigée par la direction du  PCF.

## Mémoires
Jean Vincent raconte son activité de résistant dans le livre de Raymond Picard et Jean Chaussade p. 43-47.

## Reconnaissance

### Distinctions
- Médaille militaire (21 juin 1950)[13][source insuffisante]
- Commandeur de la Légion d'honneur (1946)
- Croix de guerre 1914–1918, étoile de bronze
- Croix de guerre des Théâtres d'opérations extérieurs
- Croix de guerre 1939–1945, palme de bronze
- Médaille de la Résistance française, avec rosette (1947)
- Croix du combattant
- Médaille commémorative de la guerre 1914–1918
- Médaille commémorative française de la guerre 1939–1945
- Médaille coloniale
- Médaille commémorative du Maroc
- Médaille interalliée de la Victoire
- Médaille commémorative des services volontaires dans la France libre
- Commandeur de l'ordre du Ouissam alaouite (1933)
- Commandeur de l'ordre du Nichan Iftikhar (1929)
- Insigne des blessés militaires
- King's Medal for Courage in the Cause of Freedom avec citation royale (1949)
- France :  citation à l'ordre de l'Armée, signée du général Huntzinger, commandant le groupe d'armées auquel il appartient. (ordre ND 353 C du 18 octobre 1940) ; citation à l’ordre de l’armée (Décret du 20 août 1946.)[14];.
- Italie : étoile de brigade Garibaldienne (Italie) ;
- Tchécoslovaquie : Berikadnik Praha (croix des Barricades).

### Monuments
- Carennac (Lot) : 
  - une stèle commémore le parachutage de George Hiller et de Cyril Watney, le 7 janvier 1944.
  - à Magnagues, une plaque commémorative est fixée sur la maison qui servit d’hôpital de campagne pour soigner et opérer George Hiller le 25 juillet 1944.

## Archives
Dossier personnel au Service historique de la Défense, à Vincennes : cote 13Yd1278.